# Carbon copy
Een carbon copy (cc of in het Engels CC) is van oorsprong een doorslag op papier van een met de hand geschreven of machinaal vervaardigde tekst of figuur (letterlijk carbonkopie). Door gebruik te maken van carbonpapier bij schrijven, tekenen of typen op een vel papier ontstaat tegelijk een kopie op een onderliggend tweede vel papier. In het digitale tijdperk wordt de term gebruikt voor een afdruk (een kopie) van een e-mailbericht. Een variant hierop is de blind carbon copy (bcc of in het Engels BCC), waarbij de geadresseerde het e-mailadres van de afzender niet ziet. 
- Mogelijk voordeel van het gebruik van bcc:
  - Privacy: de ontvangers weten niet van elkaar wie het mailbericht ontvangt.
  - Iemand die op 'Allen beantwoorden' klikt, stuurt hetzelfde antwoord ook aan iedereen die in het Aan- of CC-vak staat. Dit is vaak onwenselijk, omdat er een hoop (veelal overbodige) mailtjes rondgestuurd worden.
  - Het risico op spam wordt aanzienlijk verminderd, want als zich onder de ontvangers iemand met minder goede bedoelingen bevindt, zal die persoon geen misbruik kunnen maken van de vele geldige e-mailadressen die deze anders in handen zou hebben gekregen.
  - Het risico op verspreiding van bepaalde computervirussen wordt kleiner. De computer van een ontvanger kan besmet zijn met een virus dat de adressen gebruikt om zichzelf voort te planten.
- Mogelijk nadeel van het gebruik van bcc:
  - Sommige mensen vatten bcc op als een heimelijke verzending.

## Toepassing
In een kantooromgeving worden cc'tjes vaak gebruikt om partijen die niet direct iets met de mailconversatie te maken hebben op de hoogte te houden. Bijvoorbeeld twee medewerkers die de baas cc'en over de voortgang van het project.
Een bcc wordt vaak gebruikt als de ontvanger niet mag of hoeft te weten dat het mailtje ook naar de bcc-geadresseerde is toegestuurd. Een advocaat kan bijvoorbeeld namens de cliënt (die een cc krijgt) een e-mail sturen naar de tegenpartij, maar ook een bcc sturen naar de rechtsbijstandverzekering. De tegenpartij heeft er immers niets mee te maken wie de juridische bijstand betaalt. Die wetenschap kan zelfs averechts werken als de tegenpartij een inschatting kan maken van wanneer die financiering stopt.